# Promozione Basilicata 1976-1977
Nella stagione 1976-1977 la Promozione era il quinto livello del calcio italiano (il massimo livello regionale). Qui vi sono le statistiche relative al campionato in Basilicata.
Il campionato è strutturato in vari gironi all'italiana su base regionale, gestiti dai Comitati Regionali di competenza. Promozioni alla categoria superiore e retrocessioni in quella inferiore non erano sempre omogenee; erano quantificate all'inizio del campionato dal Comitato Regionale secondo le direttive stabilite dalla Lega Nazionale Dilettanti, ma flessibili, in relazione al numero delle società retrocesse dal Campionato Interregionale e perciò, a seconda delle varie situazioni regionali, la fine del campionato poteva avere degli spareggi sia di promozione che di retrocessione.

## Squadre partecipanti
| Club                    | Città (provincia)         | Stadio                 | Stagione precedente           |
| ----------------------- | ------------------------- | ---------------------- | ----------------------------- |
| U.S. Bernalda           | Bernalda (MT)             |                        |                               |
| S.C. Ferrandina         | Ferrandina (MT)           |                        |                               |
| U.S. Francavilla        | Francavilla in Sinni (PZ) |                        |                               |
| G.S. Gianni Rivera      | Matera                    |                        |                               |
| G.S. Indipendente       | Bernalda (MT)             |                        |                               |
| G.S. Interpotenza       | Potenza                   |                        |                               |
| U.S. Irsinese           | Irsina (MT)               |                        |                               |
| U.S. Lagonegro          | Lagonegro (PZ)            |                        |                               |
| Pol. Libertas Invicta   | Potenza                   |                        |                               |
| A.S. Melfi              | Melfi (PZ)                |                        |                               |
| Pol. Michelino De Bonis | Pietragalla (PZ)          |                        |                               |
| Pol. Moliterno          | Moliterno (PZ)            | Stadio Onofrio Venezia | 1º posto in Prima Categoria ? |
| Pol. Orazio Flacco      | Venosa (PZ)               |                        |                               |
| U.S. Pisticci           | Pisticci (MT)             |                        |                               |
| Pol. Tolve              | Tolve (PZ)                |                        |                               |
| Pol. Virtus Ferrandina  | Ferrandina (MT)           |                        |                               |

## Classifica finale
|  | Pos. | Squadra            | Pt  | G   | V   | N   | P   | GF  | GS  | DR  |
|  | ---- | ------------------ | --- | --- | --- | --- | --- | --- | --- | --- |
|  | 1.   | Melfi              | 45  | 30  | 19  | 7   | 4   | 42  | 15  | +27 |
|  | 2.   | Pisticci           | 45  | 30  | 17  | 11  | 2   | 50  | 18  | +32 |
|  | 3.   | Libertas Invicta   | 41  | 30  | 18  | 5   | 7   | 48  | 27  | +21 |
|  | 4.   | Tolve              | 38  | 30  | 17  | 4   | 9   | 44  | 25  | +19 |
|  | 5.   | Gianni Rivera      | 37  | 30  | 15  | 7   | 8   | 44  | 25  | +19 |
|  | 6.   | Ferrandina         | 34  | 30  | 12  | 10  | 8   | 41  | 28  | +13 |
|  | 7.   | Virtus Ferrandina  | 30  | 30  | 8   | 14  | 8   | 18  | 21  | -3  |
|  | 8.   | Moliterno          | 27  | 30  | 10  | 7   | 13  | 41  | 44  | -3  |
|  | 8.   | Lagonegro (*)      | 27  | 30  | 10  | 8   | 12  | 35  | 36  | -1  |
|  | 8.   | Bernalda (*)       | 27  | 30  | 10  | 8   | 12  | 31  | 38  | -7  |
|  | 11.  | Indipendente       | 26  | 30  | 10  | 6   | 14  | 25  | 31  | -6  |
|  | 12.  | Irsinese           | 25  | 30  | 9   | 7   | 14  | 35  | 39  | -4  |
|  | 13.  | FC Francavilla     | 25  | 30  | 11  | 3   | 16  | 32  | 48  | -16 |
|  | 14.  | Orazio Flacco (*)  | 18  | 30  | 5   | 9   | 16  | 23  | 45  | -22 |
|  | 15.  | Interpotenza       | 17  | 30  | 5   | 7   | 18  | 20  | 54  | -34 |
|  | 16.  | Michelino De Bonis | 15  | 30  | 3   | 9   | 18  | 30  | 65  | -35 |
|  |      |                    | 477 | 480 | 179 | 122 | 179 | 559 | 559 | 0   |

(*) penalizzata di 1 punto per 1 rinuncia
Verdetti
- Spareggio per il 1º posto in classifica e promozione in Serie D:
  - a Potenza il 12 giugno 1977: Melfi-Pisticci 1-0.
- Il Melfi è promosso in Serie D.